# Erik Hägglund (politiker)
Erik Hägglund (i riksdagen kallad Hägglund i Hässjö), född 15 september 1854 i Nordingrå, Västernorrlands län, död 5 juli 1921 i Berlin, Tyskland var en svensk kronolänsman och riksdagsman. 
Hägglund var son till en lantbrukare, och gift med dottern till en lanthandlande. Han var kronolänsman i Ljustorps distrikt, Västernorrlands län. Han var ledamot av Sveriges riksdags första kammare 1902—1911, invald i Västernorrlands läns valkrets. 